# Gortipohl

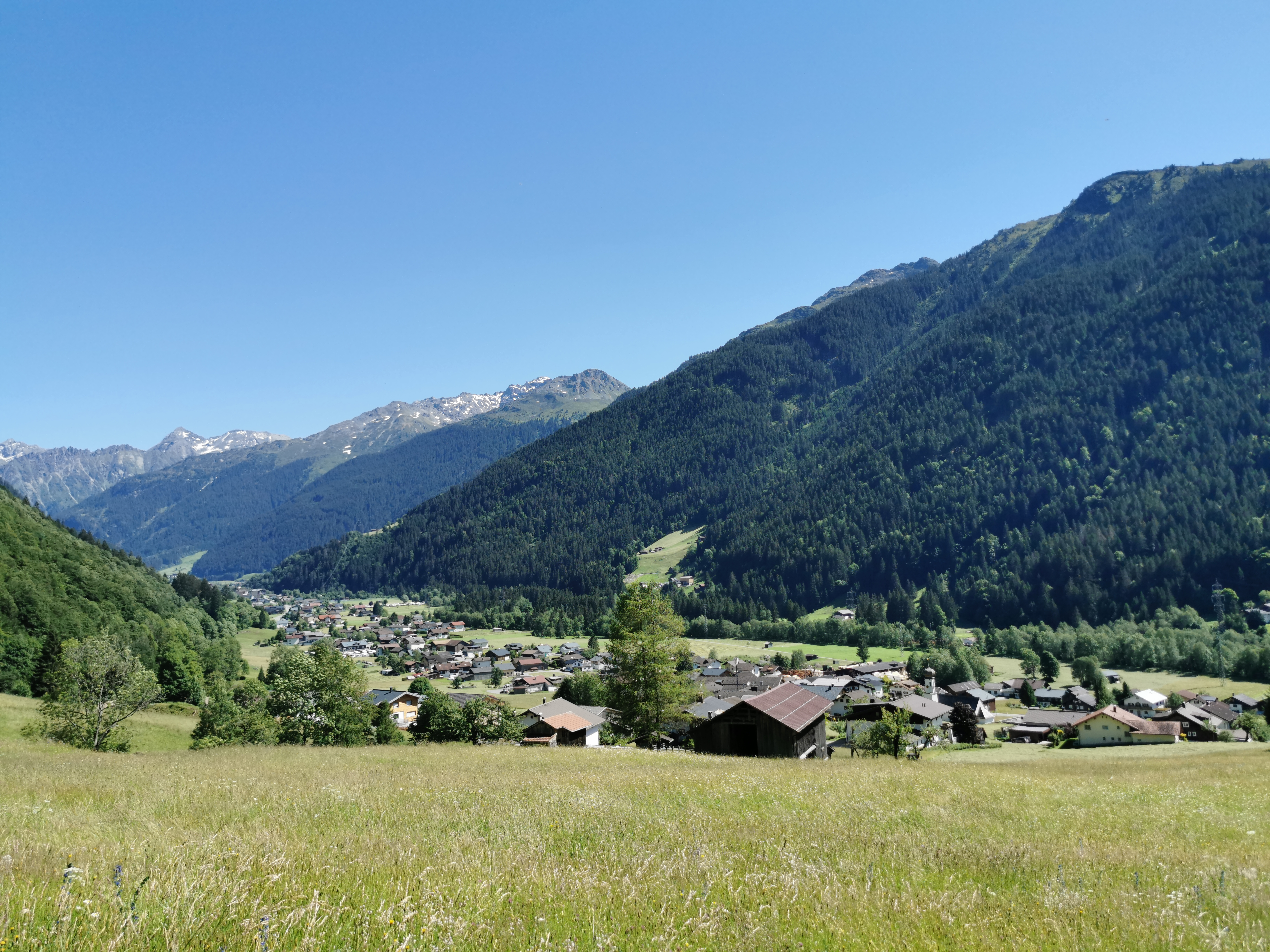
Ortsansicht vom Wasserfall

Gortipohl (ⓘ) ist ein Ort der Gemeinde St. Gallenkirch im Montafon in Vorarlberg. Die Ortschaft Gortipohl hat 665 Einwohner (Stand 1. Jänner 2024).

## Name
Gortipohl ist eine Wortableitung aus dem Rätoromanischen und bedeutete ursprünglich: "Hof des Paul" (Cort de Paolo / Curtis Pauli = Hof des Paul). Weitere Schreibweisen waren in der Vergangenheit: Curtapal  Gurtapal, Gurtebal, Gurtepal, Gurtepawl und erst zuletzt Gortipohl.

## Lage
Der Ort liegt taleinwärts hinter St. Gallenkirch vor Gaschurn und hat 668 Einwohner (Stand 2008).  Der Balbierbach bildet in Gortipohl einen Wasserfall und mündet hier auch in die Ill.

Wasserfall des Balbierbaches

## Religion
Die Kuratienkirche hl. Nikolaus ist eine Filialkirche der Pfarrkirche St. Gallus. Im Westen der Kirche auf der anderen Straßenseite befindet sich der Ortsfriedhof, welcher 2011 erweitert wurde.

## Bildung und Tourismus
Gortipohl ist Standort der Hauptschule Innermontafon der Gemeinden St. Gallenkirch und Gaschurn. Im Dorf gibt es zudem einen Kindergarten, eine Volksschule, vier Tennisplätze und eine Kneippanlage.